# Спейс, Зак
Зак (Захари́ас) Спейс (греч. Ζακ (Ζαχαρίας) Σπέης, англ. Zack (Zachary) Space; 27 января 1961, Довер, Огайо, США) — американский адвокат и политик-демократ, член Палаты представителей США от Огайо. С 2011 года является принципалом в компании «Vorys Advisors» — дочерней компании одной из крупнейших в США юридической фирмы «Vorys, Sater, Seymour and Pease» (Колумбус), занимающейся лоббистской деятельностью на федеральном уровне и уровне штатов. Член Американо-греческого прогрессивного просветительского союза (AHEPA), Американо-греческого института (AHI), Паникарийского братства и Совета лидеров греков Америки (HALC). Кандидат в аудиторы штата Огайо (2018).

## Биография

### Ранние годы, семья и образование
Родился в семье Сократиса Спейса и Сандры Галлион. Родители отца Зака, Захариас Спейс и Деспина Пардос, греки-выходцы с острова Икария (Греция), попали в США через остров Элли. Его дед, будучи бедным человеком, первым прибыл в страну и стал работать шахтёром. Отслужив в Армии США, после Первой мировой войны он вернулся на Икарию, где женился представительнице семейства Пардос. Вскоре после свадьбы вновь отправился в Соединённые Штаты для того, чтобы обзавестись жильём для своей семьи. Его сын, Сократис Спейс, хорошо известный в Огайо адвокат, рассказывал о нём:
Мой отец был шахтёром в Западной Виргинии, а потом работал на мукомольных мельницах в Огайо. В конечном итоге он поселился в Довере, когда в 1922 году привёз мою маму и моего старшего брата из Греции.
В 1979 году окончил среднюю школу в Довере.
В 1983 году получил степень бакалавра гуманитарных наук в области политологии в Кеньон-колледже.
В 1986 году окончил юридический колледж Морица при Университете штата Огайо, получив степень доктора права.

## Карьера
В 1986 году занялся адвокатской практикой, став совместно со своим отцом владельцем малого бизнеса, а именно юридической фирмы «Space & Space Company, LPA», в которой он проработал в течение почти 20 лет.
Является членом адвокатских палат штата Огайо и округа Таскаровас, а также совета директоров Ассоциации некоммерческих организаций Огайо (OANO). В прошлом был членом правления Совета по проблемам людей с умственной отсталостью и задержками в развитии.
Помимо частной адвокатской практики являлся общественным защитником, а также служил в качестве специального советника бывших генеральных прокуроров штата Огайо Энтони Дж. Селебриззи-младшего и Ли Фишера.

### Участие в комитетах
- Комитет по вопросам энергетики и коммерции
  - Подкомитет по вопросам коммерции, торговли и защите прав потребителей
  - Подкомитет по вопросам коммуникаций, технологии и Интернета
  - Подкомитет по вопросам здравоохранения[12]

### Кокусы
- Blue Dog Coalition[14]
- кокус по греческим вопросам[15]

Стал выступать в поддержку исследований эмбриональных стволовых клеток после того, как у его сына Николаса в возрасте шести лет был диагностирован сахарный диабет 1-го типа.

## Личная жизнь
С 1986 года женат на Мэри Уэйд, в браке с которой имеет двоих детей: дочь Джина и сын Николас. Супруга Спейса работает судьёй в муниципальном суде окружного центра Новая Филадельфия (Огайо).
Является членом греческой православной церкви Святого Георгия в городе Массиллон (Огайо), где были крещены его дети.